# ذكريات (فلم 1995)
ذكريات هو فيلم رسوم متحركة خيال علمي ياباني من إخراج كاتسوهيرو أوتومو. صدر الفيلم في 23 ديسمبر 1995.

## روابط خارجية
- مقالات تستعمل روابط فنية بلا صلة مع ويكي بيانات